# 신싱구 (가오슝시)

신싱 구의 위치

신싱구(한국어: 신흥구, 중국어: 新興區, 병음: Xīnxīng Qū)는 중화민국 가오슝시의 시할구이다. 넓이는 1.9764km2이고, 인구는 2015년 8월 기준으로 52,084명이다.

## 지리
가오슝 시의 중심지역으로 북쪽으로 싼민 구, 서쪽으로 첸진 구, 동쪽과 남쪽으로 링야 구와 접한다.
열대 몬순 기후로 연평균 기온은 24.7°C이고 연평균 강수량은 1780mm이다.

## 역사
신싱 구의 옛 이름인 대항포(大港埔)에서 埔는 미개발의 황무지를 나타내는 말이며 옛날에는 황무지가 펼쳐진 지역이었다. 북변으로 가오슝 강의 지류에 접하고 있어 여기서 잉어가 풍부하게 잡힌 데에서 어체항(魚逮港)으로 불렸고 대만어로 소리가 유사한 대항(大港)으로 개칭되었다.
옛날에는 농업이 산업의 중심이고 구내에는 그물처럼 관개 수로가 널리 퍼져 있었다. 1941년에 가오슝 역에서 대항포까지 쇼와토리(현재의 중산 1로)는 건설되고 나서 경제발전이 급속히 진행되었고 2차 대전 후에 '신흥번영(新興繁榮)'의 염원을 담아 신싱 구라고 개칭되었다.

## 교통
- 가오슝 첩운 홍선
- 가오슝 첩운 귤선